# Conus consobrinus
Conus consobrinus é uma espécie de gastrópode do gênero Conus, pertencente à família Conidae.